# Aleksandr Mień
Aleksandr Władimirowicz Mień (ros. Александр Владимирович Мень; ur. 22 stycznia 1935 w Moskwie, zm. 9 września 1990 w Siemchozie pod Moskwą) – rosyjski ksiądz prawosławny, filozof religijny i teolog-ekumenista. Był proboszczem parafii pod wezwaniem Ofiarowania Pańskiego w podmoskiewskiej wsi Nowaja Dieriewnia, z której uczynił centrum żywego prawosławia w ZSRR. Został zamordowany w niewyjaśnionych okolicznościach.

## Życiorys
Aleksander Władimirowicz Mień urodził się w rodzinie rosyjskich Żydów – Władimira Mienia i Jeleny Cuperfejn. Jego ojciec był ateistą, a matka nawróconą na prawosławie chrześcijanką. Aleksandra Mienia ochrzcił 3 września 1935 ukrywający się przed reżimem komunistycznym archimandryta Serafin Batiukow.
Gdy Aleksander Mień miał 6 lat, NKWD aresztowało jego ojca, który ponad rok spędził w areszcie śledczym, a następnie musiał pracować na zesłaniu na Uralu, rodzina połączyła się dopiero po wojnie.
Jako 12-latek miał przeżyć mistyczne spotkanie z Jezusem Chrystusem.
Studiował w Szkole Wyższej Futrzarstwa i już na I roku studiów poznał ortodoksyjnego Żyda Gleba Jakunina – przyszłego księdza prawosławnego i działacza opozycyjnego, oraz reżysera Andrieja Tarkowskiego. W 1955 wydział, na którym studiował, przeniesiono do Irkucka na Syberii i tam w 1957 ksiądz Mień wziął ślub kościelny z Nataszą Grigorienko w cerkwi pw. św. Jana Chrzciciela. W ramach represji skierowanych w wierzących nie otrzymał dyplomu ukończenia studiów i groziło mu powołanie do wojska.
Po powrocie do Moskwy, otrzymał święcenia diakońskie i skierowanie do kościoła Bogurodzicy w Akułowie pod Moskwą. W tym okresie ks. Mień podjął studia zaoczne w Leningradzie i współpracę z biuletynem Żurnał Moskowskoj Patriarchii.
1 września 1960 otrzymał święcenia kapłańskie i został przeniesiony jako wikary na stację Ałabino do cerkwi pw. Bogurodzicy, a po roku został jej proboszczem.
W 1964 doszło do przeszukania świątyni w Ałabinie przez miejscową milicję i bezpodstawnego oskarżenia ks. Mienia o okradanie miejscowego muzeum. Duchownego przeniesiono na wikariusza do wsi Tarasowka, gdzie powstał pomysł napisania listu otwartego do władz, potępiającego nagonkę antyreligijną. Ostatecznie, mimo iż inicjatorem powstania listu był ks. Mień, to napisali go bardziej radykalni ks. Gleb Jakunin i ks. Nikołaj Eszliman. List wysłany do władz państwowych i kościelnych wywołał duży oddźwięk.
W latach 1964–1968 ks. Aleksander Mień studiował w Moskiewskiej Akademii Duchownej i napisał pracę doktorską, a w lutym 1970 został przeniesiony jako wikary do cerkwi pw. Ofiarowania Pańskiego we wsi Nowaja Dieriewnia.

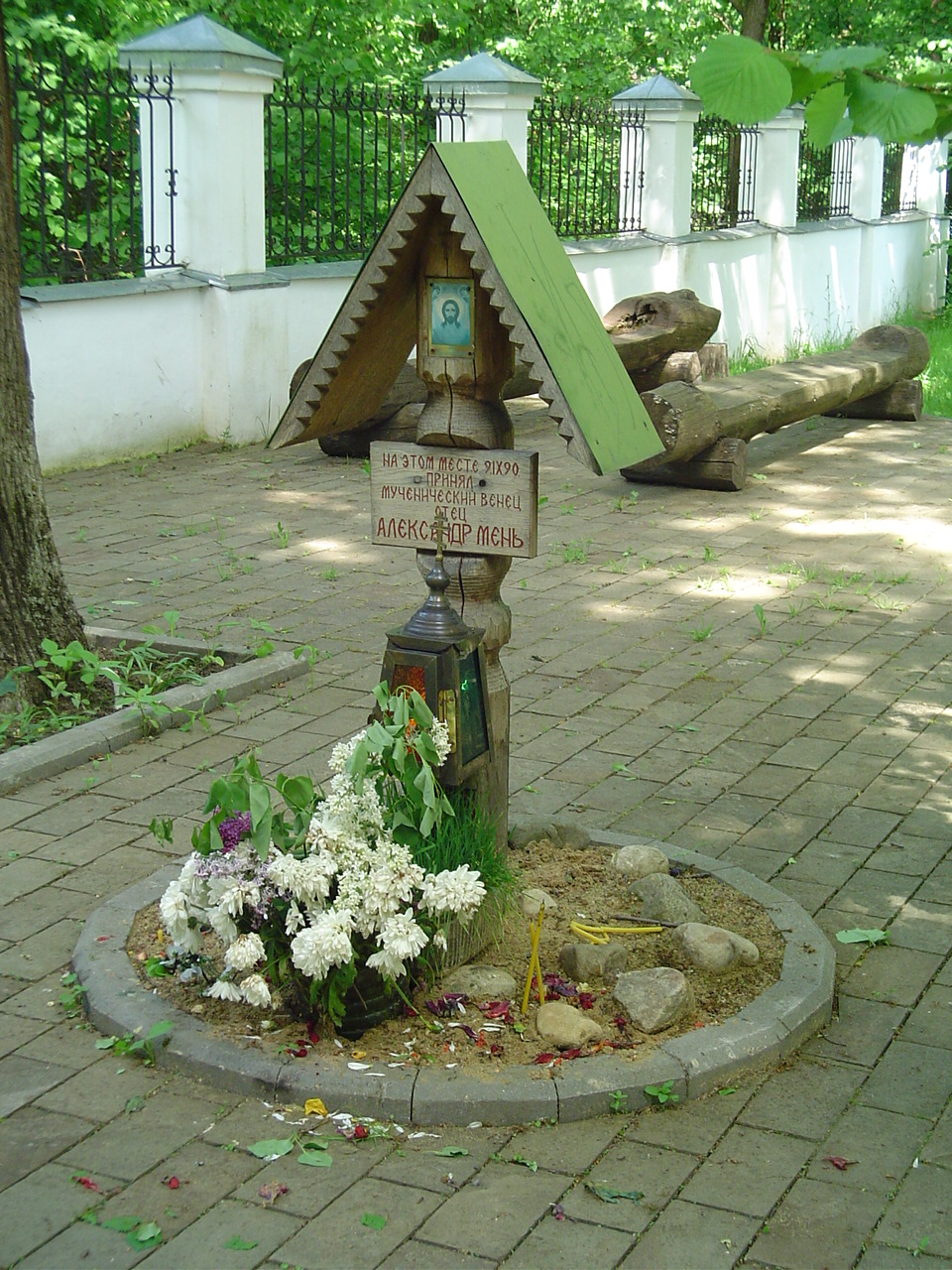
Krzyż upamiętniający miejsce śmierci Aleksandra Mienia

W latach 1980–1983 księdza Mienia wzywano dwukrotnie na przesłuchanie do centrali KGB na Łubiance. W 1985 ks. Mienia zaatakował dziennik związkowy Trud, w dwóch obszernych artykułach zarzucając mu przestępcze kontakty z rosyjskim Kościołem prawosławnym w Ameryce i działalność antyradziecką.
W lutym 1988 ks. Mień po raz pierwszy wyjechał za granicę, przebywając przez dwa tygodnie w Polsce. Pod koniec lat 80. często pojawiał się w mediach i wygłosił kilkadziesiąt publicznych wykładów, stając się najpopularniejszym rosyjskim duchownym. W 1989 awansował na proboszcza w swojej parafii.
9 września 1990 zginął w niewyjaśnionych okolicznościach w drodze ze swojego domu do cerkwi w pobliżu stacji kolejowej Siemchoz pod Moskwą. Według oficjalnej wersji został zamordowany przez jednego ze swoich parafian za pomocą siekiery. W Rosji morderstwo ks. Mienia porównywano do męczeńskiej śmierci ks. Jerzego Popiełuszki. Według niektórych teorii został zamordowany przez funkcjonariuszy KGB lub GRU. Został pochowany w Nowej Dieriewni niedaleko swej cerkwi. Syn, Mikołaj, mówił o swoim ojcu: „Mój ojciec był uosobieniem duchowych wartości chrześcijaństwa zupełnie nie do przyjęcia dla partii władzy. W roku 1990 zdobył sławę w całej Rosji i cieszył się wciąż rosnącym autorytetem. Stanowił dla komunistycznej partii władzy realne zagrożenie.”
Zarówno Mień, jak i jego przyjaciele i uczniowie (Gleb Jakunin, Siergiej Awierincew, Jakow Krotow) stanowią obiekt krytyki cerkiewnych tradycjonalistów oraz Patriarchatu moskiewskiego.
Ks. Mień publikował prace ekumeniczne, pisał o związkach religii z kulturą,. był autorem tłumaczonej na wiele języków książki „Syn człowieczy”, wydanej w Polsce przez wydawnictwo Verbinum. Jego najważniejsze prace – w tym wielotomowy wykład porównawczej historii religii „W poszukiwaniu Drogi, Prawdy i Życia” (1969–1972) – ukazywały się w Brukseli w wydawnictwie katolickim Żyzń s Bogom (pod pseudonimami Andriej Bogolubow i Emmanuel Swietłow).
Znał łacinę, grekę, hebrajski i kilka innych języków europejskich.
W 20. rocznicę jego śmierci metropolita kruticki i kołomieński Juwenaliusz (Pojarkow) poświęcił na miejscu jego zabójstwa cerkiew św. Sergiusza.

## Krytyka
Protodiakon Andriej Kurajew krytykował Aleksandra Mienia w artykule "Misjonarz, który się zagubił" (ros. потерявшийся миссионер) oraz tłumaczył, dlaczego Mień nie został kanonizowany jako męczennik. W dzień jego śmierci Aleksy II powiedział, że niektóre wypowiedzi Mienia są wątpliwe z punktu widzenia Prawosławia.

## Przekłady w języku polskim
- Sakrament, słowo, obrzęd. Prawosławna Służba Boża, przeł. Zbigniew Podgórzec, przedmową opatrzył abp Ioann Szachowski, Łuków: „Sebaot” 1992.
- Syn Człowieczy, przeł. Elżbieta Smykowska, wstępem opatrzył Henryk Paprocki, Warszawa: „Verbinum” 1994.
- Wprowadzenie do modlitwy, przeł. Olga Koszutska, Kraków: „M” 1994.
- Apokalipsa. Komentarz, przeł. Małgorzata Buchalik, Kraków: „M” 2000.
- Wierzę w Boga. Katechezy o Nicejsko-konstantynopolitańskim Symbolu Wiary, przeł.  Wacława Maria Korzyn, Warszawa: „Verbinum” 2003.
- Odprawianie Wielkiego Postu, przeł. Paweł Przeciszewski, wstępem poprzedził Marek Kita, Kraków: „Esprit” 2009.